# Johann Georg Reichwein
Johann Georg Reichwein   (Pressath, 1640 - Ratisbona, 1691) també Georg Reichwein, fou un compositor i compositor alemany de Kapellmeister.
El músic de l'església va treballar principalment a la zona de Regensburg, on va ocupar el càrrec de director de catedral a la catedral de Regensburg des de 1679 fins a 1691.
Publicà: Deliciae sacrae, sive missae tres breves a quatuor vocibus (Ratisbona, 1685) i Sacra Thymiamata (Ratisbona, 1688).